# ميلوس ماركوفيتش
ميلوس ماركوفيتش (28 أبريل 1992 بستنيي في الجبل الأسود - ) هو لاعب كرة قدم مونتينيغري في مركز الوسط. لعب مع غيور تورنا أوزتالي ونادي رودار بليفليا ونادي سكندربيو كورتشه وFK Iskra Danilovgrad ‏ وFK Leotar ‏ وFK Igalo 1929 ‏.

## وصلات خارجية
- ميلوس ماركوفيتش على موقع قاعدة بيانات كرة القدم.إي يو (الإنجليزية)
- ميلوس ماركوفيتش على موقع Soccerway.com (الإنجليزية)